# Maurice Wright
Pour les articles homonymes, voir Wright.

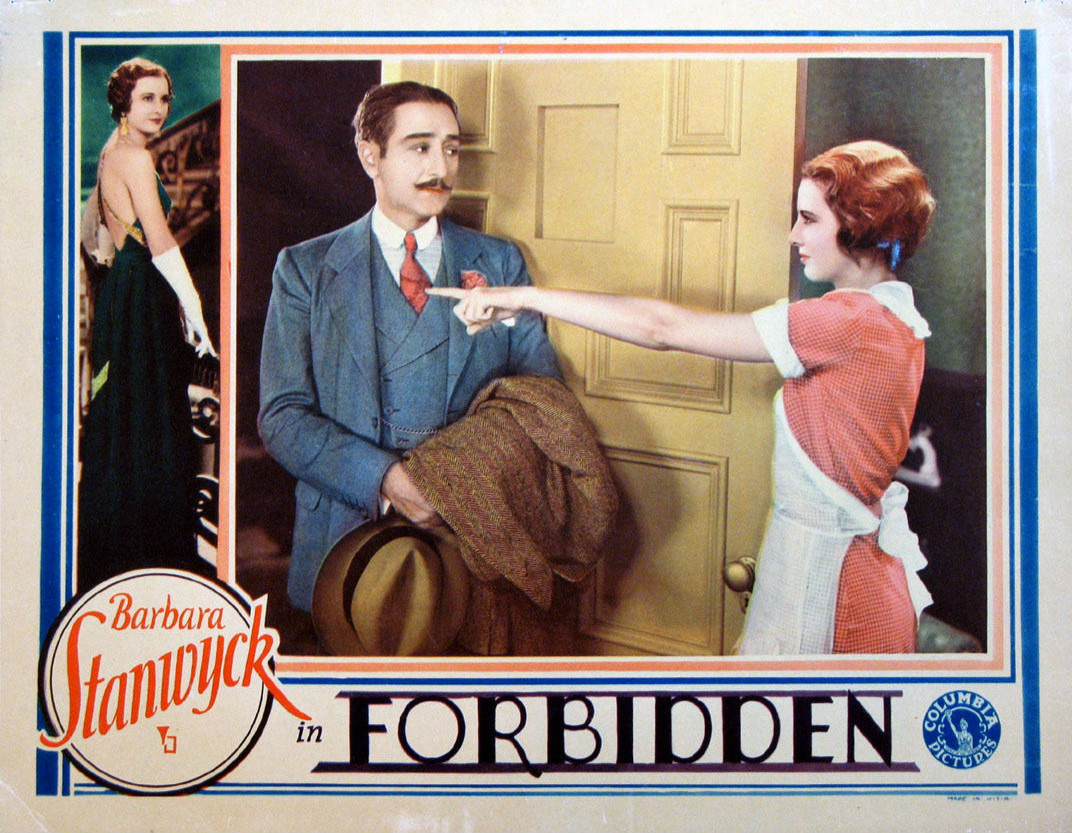
Amour défendu (1932), avec Barbara Stanwyck et Adolphe Menjou

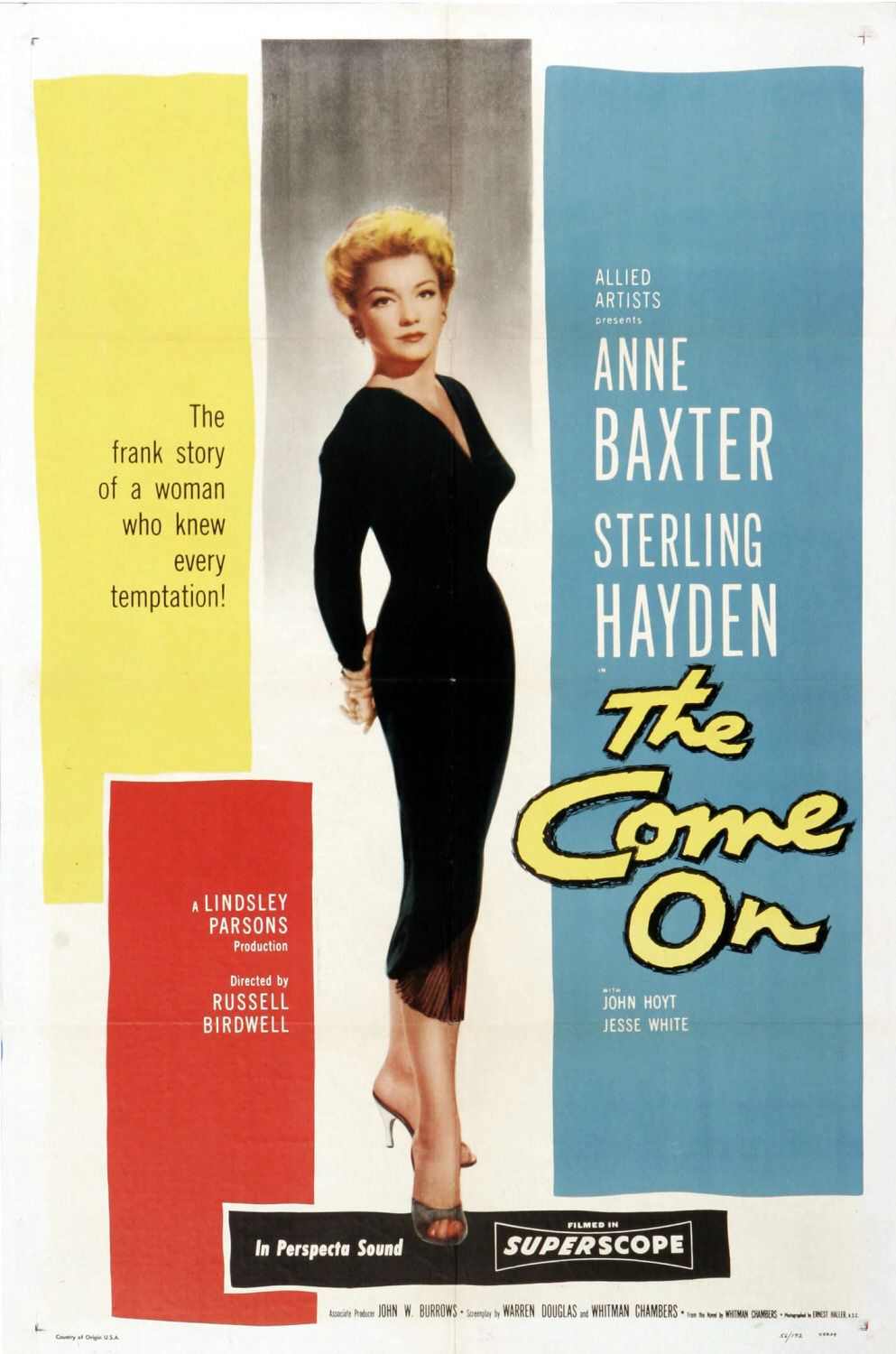
Infamie (1956), avec Anne Baxter

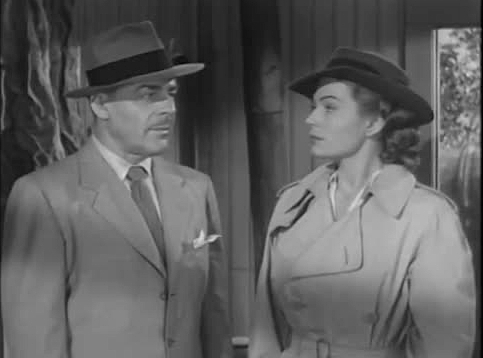
Série Dangerous Assignment, épisode The Iron Banner Story (1952), avec Brian Donlevy et Kristine Miller

Maurice Wright, né le 6 juin 1908 à Wichita (Kansas) et mort le 18 septembre 1996 à Gresham (Oregon), est un monteur américain.

## Biographie
Au cinéma (notamment au sein d'Universal Pictures de 1934 à 1943), Maurice Wright est monteur sur quatre-vingt-dix films américains, depuis Les Mousquetaires de l'air de Frank Capra (1929, avec Jack Holt et Lila Lee) jusqu'à A Name for Evil (en) de Bernard Girard (1973, avec Samantha Eggar et Lila Lee).
Il retrouve le réalisateur Frank Capra pour sept autres films, dont Amour défendu (1932, avec Barbara Stanwyck et Adolphe Menjou) et Images de la vie (le dernier, 1934, avec Claudette Colbert et Warren William). Ultérieurement, mentionnons également À l'est de Shanghaï de John Farrow (1937, avec Boris Karloff et Beverly Roberts), Infamie de Russell Birdwell (1956, avec Anne Baxter et Sterling Hayden) et Tunnel 28 de Robert Siodmak (coproduction germano-américaine, 1962, avec Don Murray et Christine Kaufmann).
À la télévision américaine, outre un téléfilm diffusé en 1959, Maurice Wright est monteur sur cinq séries entre 1952 et 1958, dont Dangerous Assignment (en) (dix-sept épisodes, 1952, avec Brian Donlevy) et Terry and the Pirates (en) (treize épisodes, 1953).

## Filmographie partielle

### Cinéma
- 1929 : Les Mousquetaires de l'air (Flight) de Frank Capra
- 1929 : The Broadway Hoofer de George Archainbaud
- 1930 : Rain or Shine de Frank Capra
- 1930 : Femmes de luxe (Ladies of Leisure) de Frank Capra
- 1931 : Le Ranch de la terreur (The Range Feud) de D. Ross Lederman
- 1931 : Le Dirigeable (Dirigible) de Frank Capra
- 1931 : The Deadline de Lambert Hillyer
- 1931 : La Femme aux miracles (The Miracle Woman) de Frank Capra
- 1932 : Amour défendu (Forbidden) de Frank Capra
- 1932 : South of the Rio Grande de Lambert Hillyer
- 1932 : La Ruée (American Madness) de Frank Capra
- 1933 : La Profession d'Ann Carver (Ann Carver's Profession) d'Edward Buzzell
- 1933 : So This Is Africa d'Edward F. Cline
- 1934 : Born to Be Bad de Lowell Sherman
- 1934 : Images de la vie (Imitation of Life) de Frank Capra
- 1935 : À l'est de Java (East of Java) de George Melford
- 1936 : Ce que femme veut (Love Before Breakfast) de Walter Lang
- 1937 : À l'est de Shanghaï (Wings Over Honolulu) de H.C. Potter
- 1938 : Malfaiteurs au paradis (Sinners in Paradise) de James Whale
- 1939 : Mutinerie sur le Black Hawk (Mutiny on the Blackhawk) de Christy Cabanne
- 1941 : Raiders of the Desert de John Rawlins
- 1942 : La Jungle rugit (Drums of the Congo) de Christy Cabanne
- 1942 : Deep in the Heart of Texas (en) d'Elmer Clifton
- 1942 : La Cicatrice (The Silver Bullet) de Joseph H. Lewis
- 1942 : There's One Born Every Minute de Harold Young
- 1953 : Charade (titre original) de Roy Kellino
- 1955 : The Return of Jack Slade d'Harold D. Schuster
- 1956 : Infamie (The Come On) de Russell Birdwell
- 1956 : Strange Intruder d'Irving Rapper
- 1957 : La Poursuite fantastique (Dragoon Welles Massacre) d'Harold D. Schuster
- 1958 : Wolf Larsen d'Harmon Jones
- 1959 : The Gene Krupa Story de Don Weis
- 1961 : Le Mal de vivre (Hoodlum Priest) d'Irvin Kershner
- 1962 : Tunnel 28 (Escape from East Berlin) de Robert Siodmak
- 1966 : Une fois avant de mourir (Once Before I Die) de John Derek
- 1969 : Childish Things de John Derek et David Nelson
- 1973 : A Name for Evil de Bernard Girard

### Télévision
(séries, sauf mention contraire)
- 1952 : Dangerous Assignment, saison unique, 17 épisodes
- 1953 : Terry and the Pirates, saison unique, 13 épisodes
- 1957-1958 : The Gray Ghost, saison unique, 6 épisodes
- 1959 : Beach Patrol de George Blair (téléfilm)